# Свята в Європейському Союзі

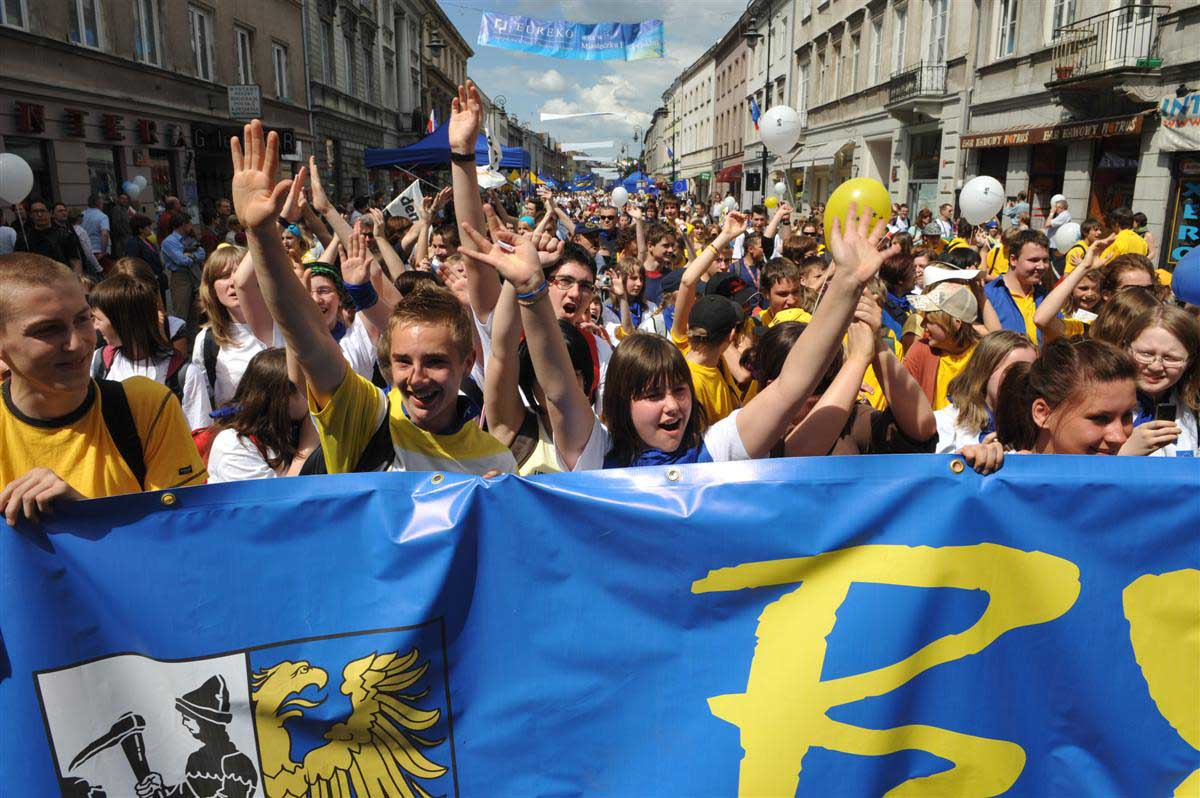
на День Європи. 2008 рік, Варшава

Кожна країна-член Європейського Союзу має власні державні свята. ЄС не призначає загальних свят для країн-учасниць, однак Європейська комісія призначає свята, що є офіційними вихідними для працівників усіх інституцій ЄС. Частина свят є перехідними, як наслідок, їх дати щорічно змінюються та заздалегідь друкуються в Офіційному журналі ЄС, доступному в електронному вигляді.
На 2016 рік календар свят має такий вигляд:
| Дата                       | Свято                                |
| -------------------------- | ------------------------------------ |
| 1 січня                    | Новий рік                            |
| 24 березня                 | Великий четвер                       |
| 25 березня                 | Страсна п'ятниця                     |
| 28 березня                 | Великодній понеділок                 |
| 5 травня                   | Вознесіння Господнє                  |
| 6 травня                   | День після Вознесіння Господнього    |
| 9 травня                   | Річниця підписання Декларації Шумана |
| 16 травня                  | День Святого Духа                    |
| 21 липня                   | Національний день Бельгії            |
| 15 серпня                  | Вознесіння Діви Марії                |
| 2 листопада                | День поминання покійних              |
| Від 26 грудня по 30 грудня | Дні в кінці року                     |
| Загалом                    | 17 днів                              |